# Acanthometropus pecatonica
Acanthometropus pecatonica је инсект из реда Ephemeroptera. 

## Угроженост
Ова врста је изумрла, што значи да нису познати живи примерци.

## Распрострањење
Ареал врсте је био ограничен на једну државу. 
Сједињене Америчке Државе су биле једино познато природно станиште врсте.

## Станиште
Врста је била ендемит за подручје реке Pecatonica.